# Broward County Sheriff's Office
 (novembre 2018).
Si vous disposez d'ouvrages ou d'articles de référence ou si vous connaissez des sites web de qualité traitant du thème abordé ici, merci de compléter l'article en donnant les références utiles à sa vérifiabilité et en les liant à la section « Notes et références ».

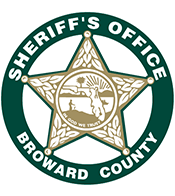
Logo Broward County Sherriff's Office.

Le Broward County Sheriff's Office (BCSO) est le service de police du comté de Broward, en Floride, créé en 1915. Il emploie  5 800 personnels, dont  environ 3 100 shérifs adjoints (armés de Glock 22) et  600 pompiers. Son budget annuel est de 700 millions de dollars américains.
Depuis le 11 janvier 2019, le sherif est Gregory Tony (en).

## Les missions de police
Les policiers placés sous les ordres d'un colonel ont pour juridiction les villes du comté de Broward, la marina de Port Everglades et l'aéroport international de Fort Lauderdale-Hollywood, et le BCSO assure aussi la sécurité du tribunal et des campus du Comté de Broward, soit une quinzaine de zones de police. 

## Les services de police spécialisés
- Aviation Unit : le BCSO emploie 3 hélicoptères de fabrication européenne, un Eurocopter EC130, un Eurocopter EC135 et un Eurocopter AS350.
- Bicycle Unit : unité cycliste.
- Bomb Unit : unité de déminage
- Canine Unit : unité cynophile
- Child Protective Investigations Section (CPIS) : criminalité juvénile
- Contractor Licensing and Fraud Unit : délivrance des permis de construire et répression des fraudes
- Crime Scene : techniciens des scènes de crime
- Crime Lab : laboratoire de police scientifique
- Crime Stoppers Unit : brigade anti-criminalité et anti-gangs
- Criminal Investigations Division (incluant les Violent Crimes Section et Major Crimes Section) : brigade criminelle
- Dive Team : plongeurs
- DUI Unit : délivrance des permis de conduire et répression de la délinquance routière
- Economic Crime Unit : lutte contre la criminalité en col blanc
- Evidence Unit : conservation des scellés judiciaires
- Marine Unit : patrouilles côtières
- Metro Broward Drug Task Force : brigade des stupéfiants
- Motorcycle Unit : unité motocycliste
- Public Corruption Unit : lutte contre la corruption
- Special Investigations Division : service de renseignement criminel
- SWAT Team (créée en 1975) : 38 opérateurs (dont 8 infirmiers et 12 négociateurs) intervenant en cas de situations critiques.
- Victim Services Unit : lutte contre les crimes sexuels

Les membres des Bicycle Unit, Crime Stoppers Unit et Motorcycle Unit patrouillent quotidiennement. En plus de leur pistolet automatique, les patrouilleurs en voiture sont dotés d'un fusil à pompe et d'une carabine de police (type Colt Law Enforcement Carbine).

## Les sapeurs pompiers du BSCO
Pour remplir les missions de lutte contre les incendies et de secours aux personnes, il existe 22 casernes de pompiers.